# 谢尔盖·莫夫谢相
谢尔盖·莫夫谢相（1978年11月3日—），亚美尼亚国际象棋棋手。其职业生涯最初代表捷克，后来加入斯洛伐克国籍。2010年12月30日起，莫夫谢相开始代表他的祖籍国亚美尼亚出战。
莫夫谢相曾获得过捷克国际象棋冠军（1998年）、斯洛伐克国际象棋冠军（2002年、2007年）、欧洲国际象棋超快棋赛冠军（2002年）等。2011年，他作为亚美尼亚队的成员获得了在宁波举办的世界国际象棋团体锦标赛金牌。